# Боевая тревога
Боева́я трево́га — в военном деле сигнал (команда), по которому подразделение, часть (корабль), соединение немедленно приводится в полную боевую готовность и при этом задействуется весь имеющийся личный состав. Сигнал (команда) «боевая тревога» подаётся (играется) голосом, барабанщиком, горнистом (трубачом), специальными средствами и так далее.
Аналогичный вышедший из употребления термин — аларм.

## Боевая тревога в ВС России
В ВС России боевая тревога подается для немедленного вступления в бой или повышения уровня боевой готовности. Действия личного состава по сигналу боевой тревоги определяются соответствующими документами: уставами, наставлениями, приказами, корабельными расписаниями и так далее.
В разных ситуациях может сопровождаться дополнительной командой. Например, для экстренного выхода военного корабля в море в российском флоте подается команда: «Боевая тревога. Корабль к бою и походу изготовить»; на подводной лодке перед применением торпедного оружия — «Боевая тревога. Торпедная атака» и так далее.

* 321. Подъём полка по тревоге проводится теми командирами (начальниками), которым предоставлено это право министром обороны Российской Федерации.
Тревоги подразделяются на боевые и учебные.
- 322. Подъём полка по учебной тревоге проводится в целях его подготовки к выполнению боевых задач. При этом выводится весь личный состав полка с положенными ему вооружением, военной техникой и другими материальными средствами.
- 323. Порядок подъёма полка по боевой тревоге определяется планом, разрабатываемым штабом под непосредственным руководством командира полка и утверждаемым старшим командиром. В нём должны быть предусмотрены:
  - кто имеет право объявлять боевую тревогу, порядок оповещения подразделений, а также оповещения и сбора военнослужащих, проходящих военную службу по контракту;
  - действия дежурного по полку и других лиц суточного наряда при объявлении тревоги;
  - район сбора полка, пункты сбора подразделений и порядок выхода в них личного состава и вывода военной техники;
  - районы сосредоточения полка и места расположения в них подразделений, а также исходный рубеж (пункт), маршруты и порядок выдвижения полка;
  - мероприятия по всестороннему обеспечению полка;
  - организация управления и связи при подъёме полка по боевой тревоге, выдвижении и в районе сосредоточения;
  - порядок выноса (вывоза) Боевого Знамени воинской части;
  - порядок выдачи боеприпасов, продовольствия и других материальных средств, а также погрузки и вывоза их в район сосредоточения;
  - организация комендантской службы при выходе в районы сбора и сосредоточения.

- 324. Подъём полка по учебной тревоге проводится в целях его подготовки к действиям по боевой тревоге, при выходе полка (подразделения) на учения, при стихийном бедствии, для тушения пожара и решения других задач. При этом полк (подразделение) действует, как по боевой тревоге, с установленными ограничениями.
- 325. Все военнослужащие должны твердо знать порядок действий полка (подразделения) по тревоге в части, их касающейся.

Во всех случаях при объявлении тревоги личный состав должен действовать быстро и организованно, соблюдая маскировку.— Глава 7. Подъём по тревоге, УВС ВС России, 1993 года.

## Шкала готовностивооружённых силСША
В вооружённых силах США боевая тревога объявляется по шкале DEFCON (аббревиатура, англ. DEFense readiness CONdition — готовность обороны). Она показывает прогрессию положений для сообщения между Объединённым комитетом начальников штабов и командиров объединённых команд. Коды соответствуют накаленности военной обстановки. Стандартный протокол в мирное время — DEFCON 5, который меняется с ужесточением военной обстановки.